# Eleição municipal de São Carlos em 2012
A eleição municipal de São Carlos em 2012 ocorreu no dia 7 de outubro de 2012. Foram eleitos um prefeito, um vice-prefeito e 21 vereadores para o município. O prefeito eleito foi Paulo Altomani, do PSDB, com 48,91% dos votos válidos, logo no primeiro turno. Entre 6 candidatos, o  vice-prefeito eleito foi Claudio Di Salvo, do DEM. A disputa para as 21 vagas da Câmara Municipal de São Carlos envolveu a participação de 380 candidatos. O candidato mais bem votado para vereador foi Julio Cesar, do DEM, que obteve 5.587 votos.

## Antecedentes
Na eleição municipal de 2008, Oswaldo Barba, do PT, foi eleito pela primeira vez em sua carreira. Na ocasião, teve o apoio dos partidos PMDB, PDT, PCdoB, PTC, PRP, PSC e PR. Foram eleitos também 13 vereadores para a participação nas decisões do município.

## Eleitorado
Na eleição de 2012, estiveram aptos a votar 168.809 cidadãos, sendo 90,03% dos votos válidos, 5,88% nulos e 4,09% em brancos.

## Candidatos
Foram seis candidatos à prefeitura em 2012:
| Candidato(a)           | Vice             | Partido | Coligação                                                                              |
| ---------------------- | ---------------- | ------- | -------------------------------------------------------------------------------------- |
| Paulo Altomani         | Claudio di Salvo | PSDB    | “Mudar Para Melhorar” (PSL / PTN / DEM / PSDC / PHS / PSDB / PT do B)                  |
| Oswaldo Barba          | Dr. Normando     | PT      | “São Carlos em 1.º lugar” (PRB / PDT / PT / PTB / PSC / PR / PSB / PV / PSD / PC do B) |
| Eduardo Cotrim         | André Fiorentino | PMDB    | “Unidos por São Carlos" (PP / PMDB / PPS / PRP)                                        |
| Sacomano               | Mirlene          | PPL     | "PPL"                                                                                  |
| Flavio Lazzarotto      | Professor Wilson | PSOL    | "PSOL"                                                                                 |
| Professor Ronaldo Mota | Adriana          | PSTU    | "PSTU"                                                                                 |

## Campanha
A campanha para prefeito foi marcada pela disputa acirrada entre Paulo Altomani e Oswaldo Barba. A rivalidade PSDB e PT e foi destaque no debate promovido pela TV local no dia 4 de outubro. O confronto foi marcado por ataques de Barba à administração da empresa de Altomani, que acusou Barba de mentir nas afirmações.
Entre as propostas da campanha eleitoral de Paulo Altomani estão a criação de clubes para retirar crianças e adolescentes das ruas, redução de cargos de confiança, criar um plano de emergência para diminuir filas, contratar mais médicos, aumentar o efetivo da Guarda Civil Municipal e ampliar as áreas de monitoramento por circuito fechado de TV.

## Resultados

### Prefeito
No dia 7 de outubro, Paulo Altomani, do PSDB, foi eleito com 48,91% dos votos válidos.
| Candidato(a)                  | Vice                    | 1º Turno 7 de outubro de 2012 | 1º Turno 7 de outubro de 2012 |
| Candidato(a)                  | Vice                    | Votação                       | Votação                       |
|                               |                         | Total                         | Porcentagem                   |
| ----------------------------- | ----------------------- | ----------------------------- | ----------------------------- |
| Paulo Altomani (PSDB)         | Claudio di Salvo (PSDB) | 61.823                        | 48,91%                        |
| Oswaldo Barba (PT)            | Dr. Normando (PV)       | 53.776                        | 42,55%                        |
| Eduardo Cotrim (PMDB)         | André Fiorentino (PSD)  | 5.941                         | 4,70%                         |
| Sacomano (PPL)                | Mirlene (PPL)           | 1.818                         | 1,44%                         |
| Flavio Lazzarotto (PSOL)      | Professor Wilson (PSOL) | 1.580                         | 1,25%                         |
| Professor Ronaldo Mota (PSTU) | Adriana (PSTU)          | 1.453                         | 1,15%                         |
| Total de votos válidos        | Total de votos válidos  | 126.391                       | 90,03%                        |
| Votos em branco               | Votos em branco         | 5.737                         | 4,09%                         |
| Votos nulos                   | Votos nulos             | 8.253                         | 5,88%                         |
| Total                         | Total                   | 140.381                       | 100%                          |
| Abstenções                    | Abstenções              | 28.428                        | 5,93%                         |
| Votos apurados                | Votos apurados          | 140.381                       | 100%                          |
| Total de eleitores            | Total de eleitores      | 168.809                       | 100%                          |

### Vereador
Dos vinte e um (21) vereadores eleitos, onze (11) cumprem seu segundo mandato. O vereador mais votado foi Julio Cesar, do DEM, com 5.587 votos. O PMDB e o PSDB são os partidos com os maiores números de vereadores eleitos (4 cada).
| Resultado da eleição para a Câmara Municipal de São Carlos em 2012 por candidato | Resultado da eleição para a Câmara Municipal de São Carlos em 2012 por candidato | Resultado da eleição para a Câmara Municipal de São Carlos em 2012 por candidato | Resultado da eleição para a Câmara Municipal de São Carlos em 2012 por candidato | Resultado da eleição para a Câmara Municipal de São Carlos em 2012 por candidato | Resultado da eleição para a Câmara Municipal de São Carlos em 2012 por candidato |
| Candidato                                                                        | Número                                                                           | Partido                                                                          | Votos                                                                            | Porcentagem                                                                      |                                                                                  |
| -------------------------------------------------------------------------------- | -------------------------------------------------------------------------------- | -------------------------------------------------------------------------------- | -------------------------------------------------------------------------------- | -------------------------------------------------------------------------------- | -------------------------------------------------------------------------------- |
| Julio César Pereira de Souza                                                     | 25005                                                                            | DEM                                                                              | 5.587                                                                            | 4,48%                                                                            |                                                                                  |
| Lineu Navarro                                                                    | 13613                                                                            | PT                                                                               | 3.106                                                                            | 2,49%                                                                            |                                                                                  |
| Marco Antonio Amaral (Marquinho)                                                 | 45640                                                                            | PSDB                                                                             | 3.021                                                                            | 2,42%                                                                            |                                                                                  |
| Edson Antonio Fermiano                                                           | 22222                                                                            | PR                                                                               | 2.904                                                                            | 2,33%                                                                            |                                                                                  |
| Laíde das Graças Simões                                                          | 15144                                                                            | PMDB                                                                             | 2.756                                                                            | 2,22%                                                                            |                                                                                  |
| Idelso Marques de Souza (Paraná)                                                 | 31610                                                                            | PHS                                                                              | 2.662                                                                            | 2,13%                                                                            |                                                                                  |
| José Alvim Filho (Dé)                                                            | 13513                                                                            | PT                                                                               | 2.462                                                                            | 1,97%                                                                            |                                                                                  |
| Eduardo Martins Batista                                                          | 20700                                                                            | PSC                                                                              | 2.140                                                                            | 1,72%                                                                            |                                                                                  |
| Antonio Carlos Catharino                                                         | 14014                                                                            | PTB                                                                              | 1.903                                                                            | 1,53%                                                                            |                                                                                  |
| Ronaldo Lopes de Oliveira                                                        | 13113                                                                            | PT                                                                               | 1.887                                                                            | 1,51%                                                                            |                                                                                  |
| Walcinyr Bragatto                                                                | 43123                                                                            | PV                                                                               | 1.863                                                                            | 1,49%                                                                            |                                                                                  |
| José Luis Rabello                                                                | 45001                                                                            | PSDB                                                                             | 1.851                                                                            | 1,48%                                                                            |                                                                                  |
| Luiz Carlos Fernandes da Cruz (Lucão)                                            | 15111                                                                            | PMDB                                                                             | 1.846                                                                            | 1,48%                                                                            |                                                                                  |
| Equimarcilias de Souza Freire                                                    | 15015                                                                            | PMDB                                                                             | 1.616                                                                            | 1,30%                                                                            |                                                                                  |
| Maria Ap. Rodrigues dos Santos (Cidinha)                                         | 31192                                                                            | PHS                                                                              | 1.526                                                                            | 1,22%                                                                            |                                                                                  |
| Roselei Aparecido Françoso                                                       | 13222                                                                            | PT                                                                               | 1.482                                                                            | 1,19%                                                                            |                                                                                  |
| Aparecido Donizetti Penha                                                        | 23190                                                                            | PPS                                                                              | 1.479                                                                            | 1,19%                                                                            |                                                                                  |
| Maurício Ortega                                                                  | 45345                                                                            | PSDB                                                                             | 1.392                                                                            | 1,12%                                                                            |                                                                                  |
| Sérgio Alves Rocha                                                               | 14610                                                                            | PTB                                                                              | 1.378                                                                            | 1,10%                                                                            |                                                                                  |
| Benedito Matheus Filho (Ditinho)                                                 | 15353                                                                            | PMDB                                                                             | 1.231                                                                            | 0,99%                                                                            |                                                                                  |
| Rodson Magno do Carmo                                                            | 45222                                                                            | PSDB                                                                             | 1.123                                                                            | 0,90%                                                                            |                                                                                  |

| Votos válidos   | Votos válidos   | 124.756 | 88,87% |
| Votos nulos     | Votos nulos     | 6,926   | 4,93%  |
| Votos em branco | Votos em branco | 8.699   | 6,20%  |
| Total           | Total           | 168.809 | 100%   |
| --------------- | --------------- | ------- | ------ |

## Poder Legislativo
O Poder Legislativo é representado pela Câmara Municipal), composta por 21 vereadores com mandato de 4 anos. Cabe aos vereadores da Câmara Municipal de São Carlos, especialmente fiscalizar o orçamento do município, além de elaborar projetos de lei fundamentais à administração, ao Executivo e principalmente para beneficiar a comunidade. Os 21 vereadores eleitos para a Legislatura 2013-2016, somam 11 reeleitos, 7 estreantes e 3 que retornam à Câmara Municipal.

## Análises
O prefeito eleito, que já tinha perdido outras cinco eleições, afirmou em entrevista que a disputa teria sido mais fácil se não houvesse tanta calúnia, tanta difamação em relação ao seu nome, com relação à empresa que dirige há 36 anos.
Altomani também falou sobre os desafios para os próximos quatro anos. “Enfrentar o problema da saúde será o desafio. Nós temos um grande número de pessoas que estão com uma carência muito grande na saúde, nós temos que enfrentar o problema da dívida da Santa Casa, resolver o problema de creche na cidade, são algumas questões que já temos pontuadas. Como São Carlos é uma cidade muito rica eu tenho certeza que a gente vai conseguir resolver esses desafios”, afirmou.